# Alfons Maria Galea
Alfons Maria Galea, noto in maltese anche come Is-Sur Fons (La Valletta, 23 aprile 1861 – 30 luglio 1941), è stato un imprenditore, scrittore, politico, traduttore e filantropo maltese, Senatore della Colonia di Malta nelle prime due legislature del Parlamento tra il 1921 e il 1927.

## Biografia
Nacque alla Valletta, nella Colonia britannica di Malta, il 23 aprile 1861 come quarto di sei figli da Peter Paul, commerciante tessile, e Maria Carmela Galea. Fu inizialmente istruito a casa dallo scrittore Annibale Preca e all'età di otto anni fu mandato in un collegio dei gesuiti a Gozo, dove rimase a studiare per i successivi otto anni fino al trasferimento in un collegio gesuita a Marsiglia.
All'età di 19 anni subentrò al padre nella gestione dell'attività di famiglia e nel 1893 si sposò con Elizabeth Asphar, di origini indiane, dalla quale ebbe cinque figli e con cui si trasferì a Sliema. Nel 1896 chiuse la propria attività e donò parte della sua ricchezza e dei suoi possedimenti a varie istituzioni caritatevoli, tra cui i Salesiani di Don Bosco, che lui stesso convinse a recarsi a Malta; grazie alle sue donazioni i salesiani poterono realizzare l'Istituto salesiano di Sliema, inaugurato nel 1904.
Fu presidente della Anglo-Maltese Bank e fu inoltre tesoriere della curia del vescovo, venendo nominato cavaliere dell'Ordine di San Gregorio Magno nel 1913 e cameriere segreto di papa Benedetto XV nel 1920. Dal 1899 al 1915 pubblicò Il-Kotba tal-Mogħdija taż-Żmien, una sorta di enciclopedia di archeologia, folklore, geografia, storia e storia naturale.
Alle elezioni parlamentari del 1921 per il primo Parlamento di Malta, fu uno dei due eletti al Senato col Partito Laburista (insieme al futuro vescovo Michael Gonzi), rimanendo in carica fino al 1927.
Morì il 30 luglio 1941 nel convento del Buon Pastore a Balzan e fu sepolto nel cimitero di Santa Maria Addolorata a Paola.
Nel 1975 la Banca centrale di Malta gli ha dedicato una moneta d'argento da 2 lire disegnata da Pietro Giampaoli in tiratura da 2000 esemplari.